# Roberto Fresnedoso
Roberto Luis Fresnedoso Prieto, deportivamente conocido como Roberto Fresnedoso o simplemente Roberto (Toledo, España, 15 de enero de 1973) es un exfutbolista y entrenador español. En la actualidad se encuentra sin equipo.

## Trayectoria
Aunque nacido en Toledo, durante su infancia se trasladó a Cataluña. Empezó a destacar como futbolista en el Girona FC, lo que llevó a fichar, en 1991, por el CE L'Hospitalet, equipo que por entonces era el filial del RCD Espanyol.
Con el primer equipo blanquiazul debutó en Primera División el 20 de junio de 1993, coincidiendo con la última jornada de la temporada 1992/93 y con el equipo ya descendido de categoría.
La siguiente campaña, en Segunda División, logró hacerse un hueco en el primer equipo, contribuyendo al ascenso de categoría. Siguió un año más con los periquitos en Primera, siendo titular indiscutible en el equipo. Disputó 36 partidos y anotó cinco goles, el mejor registro de su carrera en la máxima categoría.
A pesar del interés del FC Barcelona de Johan Cruyff, finalmente el verano de 1995 fichó por el Atlético de Madrid, donde formó parte del histórico equipo que logró el primer doblete -Liga y Copa- en la historia de la entidad. Roberto disputó 31 partidos de liga, aunque prácticamente siempre como suplente, y anotó tres goles. En la Copa jugó los seis últimos minutos de la final.
Su aportación se redujo la siguiente campaña, con 27 partidos de liga, pero solo ocho como titular, y dos goles. La temporada 1997/98 su papel en el equipo pasó a ser prácticamente testimonial. Tras disputar sólo tres partidos en la primera vuelta, fue cedido al RCD Espanyol en el mercado de invierno.
En su regreso al club rojiblanco, la temporada 1998/99, logró hacerse de nuevo un hueco en el once titular, disputando treinta partidos y anotando cuatro dianas. También jugó 26 minutos de la final de la Copa del Rey, que el Atlético perdió ante el Valencia CF. 
La temporada 1999/2000 estuvo marcada por el descenso de categoría; Roberto participó en 15 encuentros, pero solo en tres como titular. Las dos siguientes campañas siguió con el Atlético en Segunda División, jugando de forma intermitente.
Tras lograr el ascenso la temporada 2001/02, el club rojiblanco le cedió la siguiente temporada a la UD Salamanca, por lo que Roberto siguió jugando en Segunda. En el club charro completó una de sus mejores temporadas; fue titular indiscutible -40 partidos de liga- y terminó como máximo anotador del equipo, con diez goles.
Su buena campaña en Salamanca le abrió las puertas para volver a Primera, firmando con el Real Murcia tras rescindir su contrato con el Atlético de Madrid.
Roberto inició la temporada en Murcia como titular, pero su bajo rendimiento a causa de las lesiones le hicieron desaparecer de las convocatorias, siendo finalmente descartado por el club para la segunda vuelta. Ello le llevó, en el mercado de invierno, al Rayo Vallecano, donde finalizó la temporada en la Segunda División.
La temporada 2004/05, la última de su carrera, defendió los colores de la Cultural Leonesa en Segunda B.

## Selección nacional
Fue internacional con la selección sub-21 de España.
Participó en los Juegos Olímpicos de Atlanta en 1996, donde fue alineado en tres partidos.

### Participaciones internacionales
| Torneo                     | Sede           | Resultado        |
| -------------------------- | -------------- | ---------------- |
| Olimpiadas de Atlanta 1996 | Estados Unidos | Cuartos de final |

## Clubes como jugador
| Club               | País   | Temporada |
| ------------------ | ------ | --------- |
| Girona FC          | España | 1989-1991 |
| CE L'Hospitalet    | España | 1991-1993 |
| RCD Espanyol       | España | 1993-1995 |
| Atlético de Madrid | España | 1995-1998 |
| RCD Espanyol       | España | 1998      |
| Atlético de Madrid | España | 1998-2002 |
| UD Salamanca       | España | 2002-2003 |
| Real Murcia CF     | España | 2003-2004 |
| Rayo Vallecano     | España | 2004      |
| Cultural Leonesa   | España | 2004-2005 |

## Palmarés

### Campeonatos nacionales
| Título                   | Club               | País   | Año  |
| ------------------------ | ------------------ | ------ | ---- |
| Liga de Segunda División | RCD Espanyol       | España | 1994 |
| Copa del Rey             | Atlético de Madrid | España | 1996 |
| Liga de Primera División | Atlético de Madrid | España | 1996 |
| Liga de Segunda División | Atlético de Madrid | España | 2002 |

## Clubes como entrenador
| Club                 | País   | Temporada |
| -------------------- | ------ | --------- |
| Atlético de Madrid C | España | 2013-2015 |
| Atlético de Madrid B | España | 2015-     |